# Альбала, Антуан
Антуан Альбала (фр. Antoine Albalat; 1856, Бриньоль — 1935) — французский писатель и литературный критик, эссеист, специалист по французской литературе.

## Биография
Сын испанца и француженки. Сотрудничал со многими журналами в Бриньоле, пока не переехал в Париж в 1897 году. Был завсегдатаем кафе Vachette, где собиралась большая группа деятелей искусства: художников, поэтов и писателей, в том числе, Пьер Бенуа, Жан Мореас, Морис Магр, Жан Таро, Поль-Жан Тулеи многие другие.
Антуан Альбала — автор романов и литературных воспоминаний (считающихся лучшими в этом жанре в современной литературе). Его «L’art d’ecrire» переведен на русский язык (Искусство писателя, изд. Высоцкого, 1923). Из других его трудов особое внимание вызывают: «Souvenirs de la vie litteraire» (1924); «Gustave Flaubert» (1925); «Le Travail du Style»; «Frederic Mistral».
Успех А. Альбалата, как литературного критика, был огромен. Его работы (в английском переводе) «Evil to write and the contemporary novel» (Flammarion, 1895), «Workers and processes» (Havard, 1896), «The Art of writing taught in twenty lessons» (Colin, 1899), «The Formation of the style by the assimilation of the authors» (Colin, 1901), «The work of the style taught by the handwritten corrections of great writers» (Colin, 1903), «The enemies of the art of writing. Response to objections» (Librairie Universelle, 1905) были неоднократно перепечатаны, читающая публика того времени рассматривала их как уникальный и обязательный объект французской художественной литературы.